# Gary Pigrée
Gary Emmanuel Pigrée né le 22 mai 1988 à Cayenne en Guyane est un footballeur français international guyanais. Il évolue au poste d'attaquant avec le CSC Cayenne en DH Guyane et la sélection de la Guyane.

## Biographie
Gary Pigrée est un puissant buteur gaucher. À 23 ans, il est le meilleur buteur du championnat amateur de Guyane. Il est sélectionné pour la première fois en équipe de Guyane par Steeve Falgayrettes à l'occasion d'un match amical contre le Guyana, au stade Edmard-Lama de Rémire-Montjoly, le 21 mars 2012 (victoire 1-0). Il est ensuite retenu dans le groupe guyanais pour la Coupe de l'Outre-Mer 2012 puis la Coupe caribéenne des nations 2012. Avec 16 buts inscrits en 20 sélections, Pigrée s'impose comme le recordman de buts de cette sélection.

## Palmarès

### Individuel
- Meilleur buteur de Guyane en 2011-2012 (15 buts)[1].